# Лепча (язык)
Ле́пча — тибето-бирманский язык, на котором говорят представители одноимённой народности, в основном в индийском штате Сикким. Общее число носителей около 38 тысяч.
Для языка лепча было разработано специальное письмо (известно как лепча и как ронг), абугида, производная от тибетского письма. В настоящее время, по всей видимости, не используется. Направление письма в своё время сменилось с вертикального на горизонтальное (слева направо), в результате чего возник специфический для этого письма набор концевых согласных, а также диакритические знаки.